# إدموند تيودور (إيرل ريتشموند الأول)
إدموند تيودور، إيرل ريتشموند الأول (بالإنجليزية: Edmund Tudor, 1st Earl of Richmond) كان والد هنري السابع